# Carlos David
Carlos David Moreno Hernández (ur. 14 czerwca 1986 w Mérida) – hiszpański piłkarz występujący na pozycji obrońcy w SD Huesca.